# Inlandsbanan AB

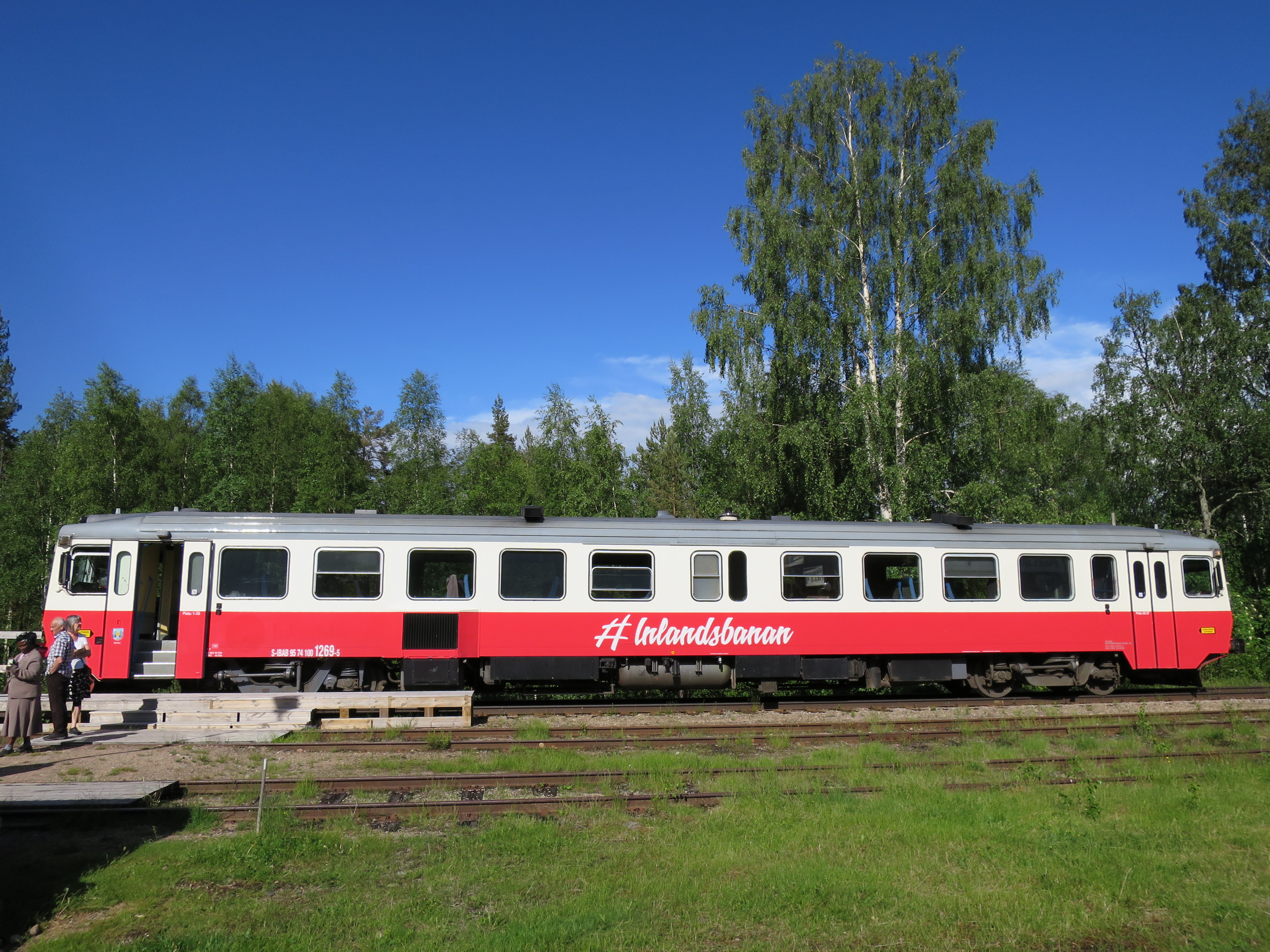
Triebwagen der Baureihe Y1 mit Logo und Schriftzug der Inlandsbanan AB

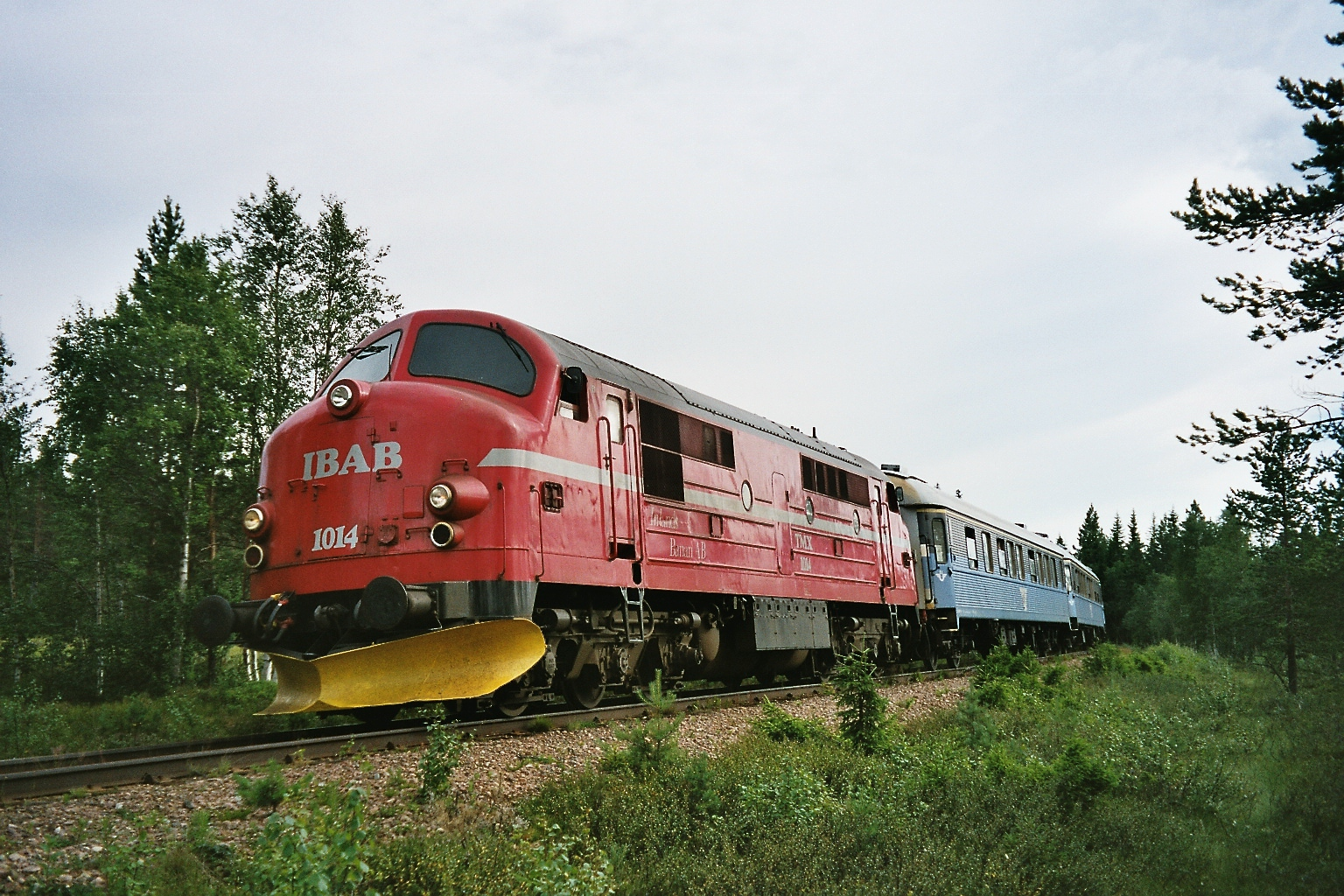
Lok 1014 auf der Inlandsbahn

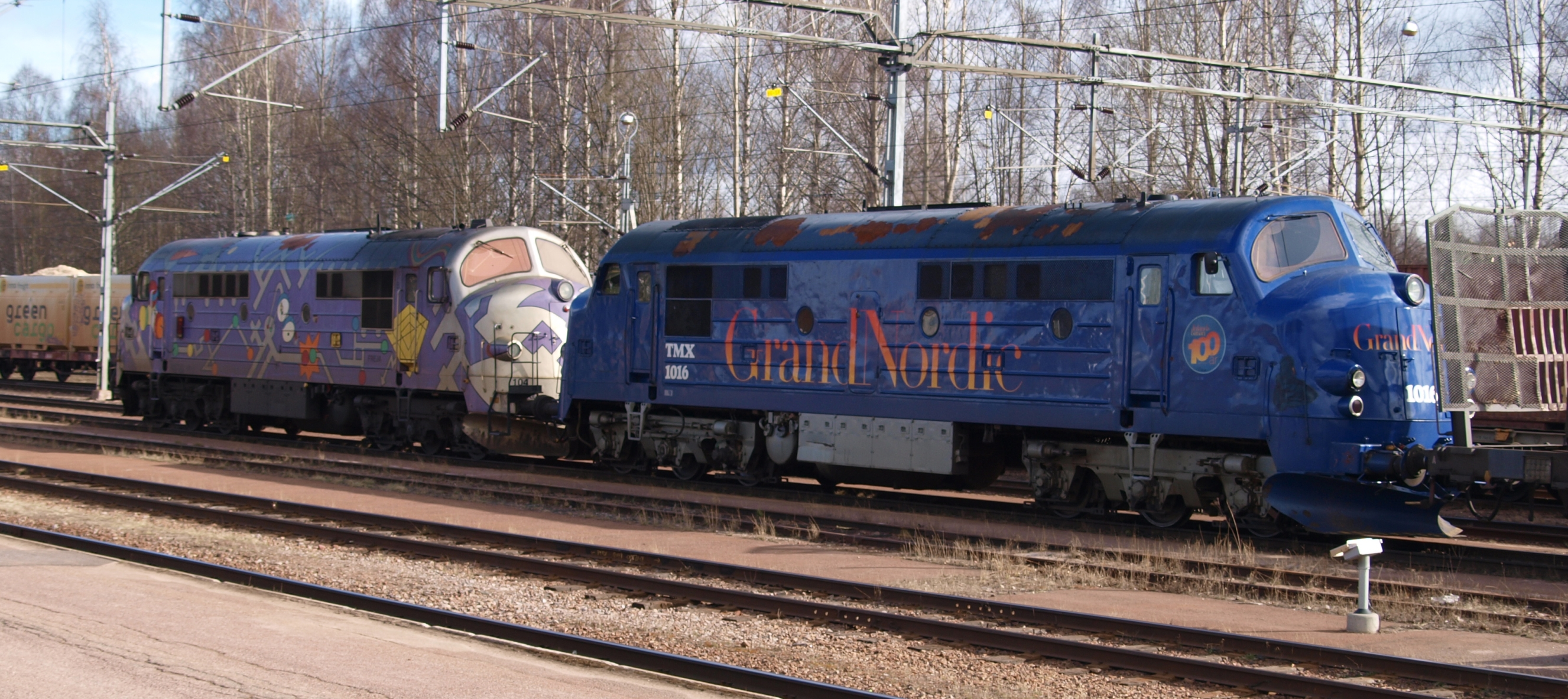
Lok 1016 und 104 in Mora

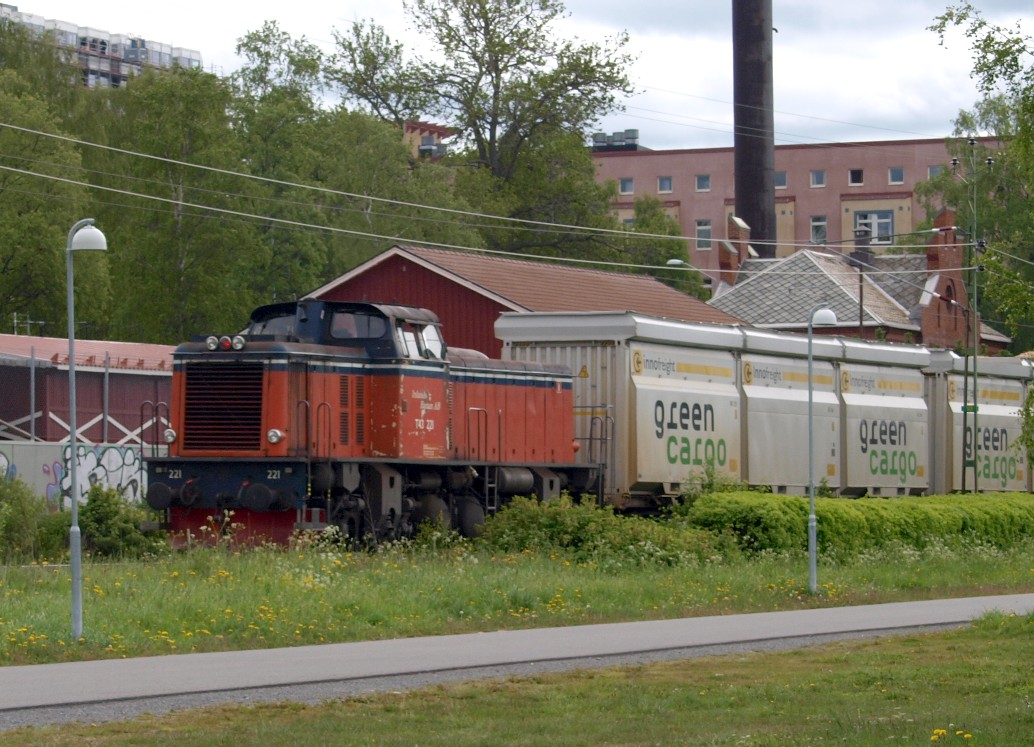
T43 in Östersund

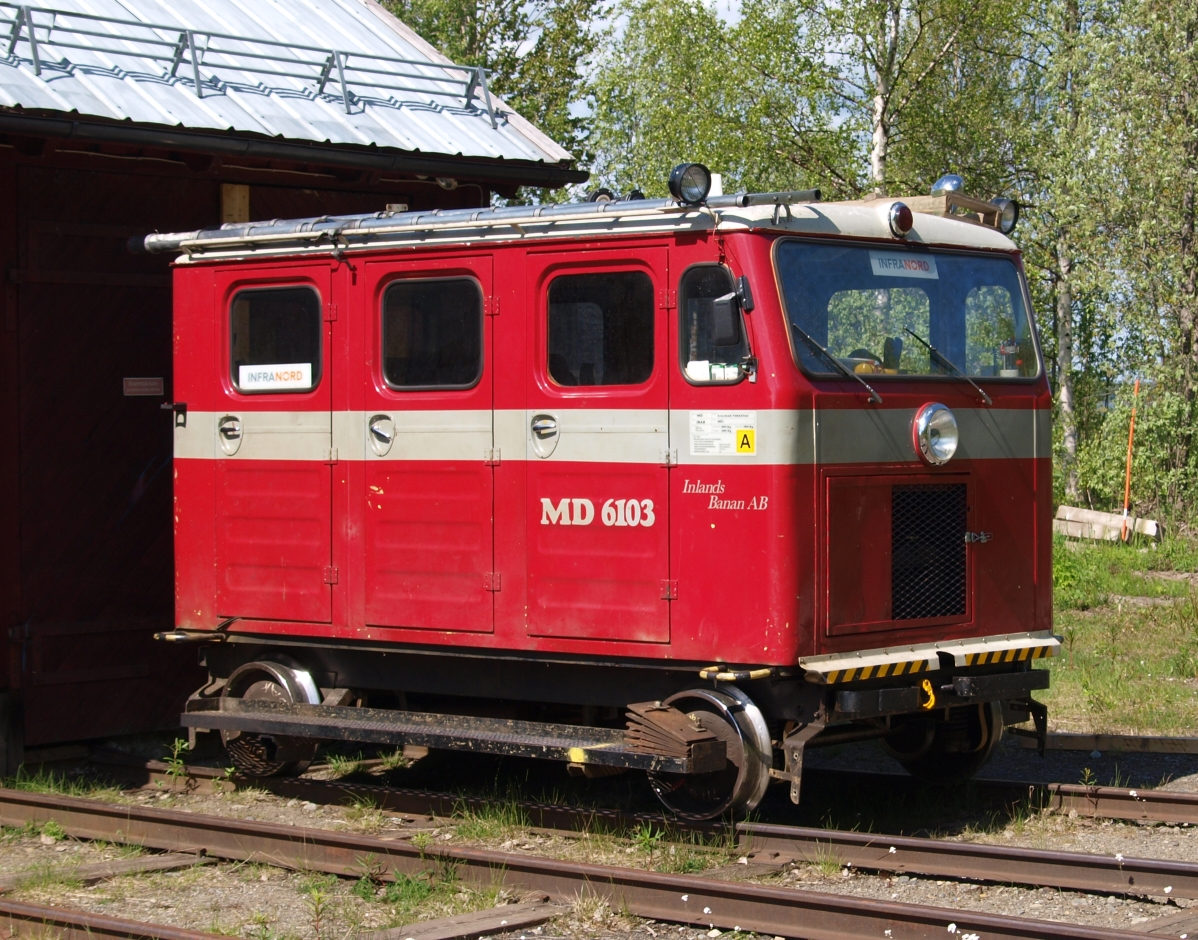
MD 6103 in Vilhelmina

Die Inlandsbanan AB (IBAB) ist eine schwedische Eisenbahngesellschaft mit Sitz in Östersund. Sie verwaltet im staatlichen Auftrag die gleichnamige Inlandsbanan (Inlandsbahn) zwischen Mora und Gällivare sowie die Bahnstrecke Orsa–Furudal.

## Geschichte
Seit 1963 verfolgte der schwedische Staat die Politik, „unrentable“ Bahnstrecken stillzulegen. Die Inlandsbahn besaß für den Personenverkehr nur noch eine untergeordnete Bedeutung. 1988 wurde das schwedische Eisenbahnnetz in ein Kernnetz und mehrere Regionalnetze aufgeteilt. Die Inlandsbahn erhielt wegen ihres besonderen Charakters aber eine Sonderstellung. Mit dem Fahrplan 1990/1991 sollte gleichwohl der Personenverkehr komplett auf den Busverkehr verlagert werden, was zu starken Protesten der Anwohner führte. Die Aufgabe des Personenverkehrs wurde durch eine Reichstagswahl mit Regierungswechsel 1991 verhindert. In der Folge wurde das Inlandsbahn-Komitee gegründet, das die Strecke in eine regionale Trägerschaft überführte, bei dem die Anliegergemeinden und der schwedische Staat gemeinsam für die Kosten aufkommen. (Der Abschnitt südlich von Mora war durch Stilllegungen ab 1969 nicht mehr durchgehend befahrbar und wurde nicht mit einbezogen.)
Die 15 Anliegergemeinden gründeten 1992 für den Erhalt der Strecke eine Aktiengesellschaft, deren Aufgabe es letztendlich wurde, die Strecke zu betreiben, zu unterhalten, einen Fahrplan aufzustellen und Investitionsmittel zu verwalten. Die finanzielle Verantwortung für die Eisenbahninfrastruktur und das Eigentum blieb beim Staat. Die Inlandsbanan AB übernahm zum 1. April 1993 ihre Aufgabe an der Bahnstrecke.

## Struktur
Eigentümer der Gesellschaft sind die 15 Anliegergemeinden Gällivare, Jokkmokk, Arjeplog, Arvidsjaur, Sorsele, Storuman, Vilhelmina, Dorotea, Strömsund, Östersund, Berg, Härjedalen, Ljusdal, Orsa, und Mora. Die größten Anteilseigner sind dabei Östersund mit 15 % sowie Mora und Gällivare mit je 10,8 % des Aktienkapitals.
Zur Inlandsbanan AB gehören zwei Tochtergesellschaften:
- Die Inlandsbanan Turism AB (von 2005 bis 2012 Grand Nordic AB) tritt als Reiseveranstalter auf und wickelt den saisonalen Touristenverkehr ab. Zusätzlich zur Inlandsbanan AB (92,7 % der Geschäftsanteile) sind hier die Gemeinden Vansbro, Filipstad, Storfors und Kristinehamn beteiligt.
- Die Inlandståget AB wickelt den Güterverkehr und regionalen Personenverkehr ab. 2022 wurde bekannt, dass die Gesellschaft an TÅGAB verkauft werden soll.[4] Dieser Verkauf wurde im Sommer 2024 abgesagt.[5]

## Fahrzeuge
Das zentrale Bahnbetriebswerk befindet sich in Östersund.
Bestand Juli 2013
- elf Triebwagen Baureihe Y1 (1268, 1269, 1283, 1314, 1336, 1342, 1344, 1346, 1348 und 1356 in Standardlackierung grau-weiß-rot sowie 1328 in weiß-gelb-grau)
- ein Triebwagen Baureihe Y6 (1130)
- zwei Triebwagen Baureihe Y7 (1086, 1233)
- vier Diesellokomotiven Baureihe TMX
  - 1013 in blau – Grand-Nordic-Design
  - 1016 in blau – Grand-Nordic-Design
  - 1014 in rot
  - 104 blau-grau-bunt gemustert – ehemals DSB MX 1021
- drei Diesellokomotiven der Baureihe T43
  - 213 in gelb-blau
  - 221 in grau-weiß-rot
  - 222 in rot-weiß-blau
- eine Diesellokomotive Baureihe T44 (273)[6]
- zwei Diesellokomotiven der NSB-Baureihe Di 3a (623, 632) – alle grün
- zwei Diesellokomotiven der Baureihe TMZ
  - 1413 und 1421 in grau-weiß-rot – Farbgebung an die Triebwagen angelehnt
- zwei Dampflokomotiven der Baureihe IBAB E2 (1182, 1194)
- eine Dampflokomotive Baureihe B (1384)

Ebenfalls im Bestand sind die drei Kleinlokomotiven Z65 545, Z70 716 und Z24 sowie etliche Motordraisinen (MD) und Arbeitsfahrzeuge (MTR und MT). 2016 wurde bekannt, dass 2015 bis auf IBAB T43 233 alle anderen Lokomotiven der Baureihe T43 an Beacon Rail Leasing verkauft wurden.
Da im Winter weniger Triebwagen benötigt werden, können dann einige davon an andere Eisenbahnunternehmen vermietet werden – die Baureihe Y1 ist relativ winterfest und hat sich über Jahre bewährt. So ist der Einsatz der Inlandsbahn-Triebwagen zum Beispiel auf den Relationen Umeå–Lycksele und Sundsvall–Storlien belegt.
Bestand ab 2019
Inlandståg AB kaufte im Februar 2019 fünf Triebwagen vom Typ Alstom Lint 41 für den Einsatz zwischen Mora und Östersund. Bisheriger Eigentümer der 2001/02 gebauten Fahrzeuge war Keolis Nederland. Nunmehr werden alle Diesellokomotiven im Bestand von Inlandståg geführt. Dazu kam der Kauf einer Elektrolokomotive Rc. Im Jahr 2019 waren das:
- TMZ 1413 „Betty“
- TMZ 1421 „Cathis“
- T44 273
- T44 277
- Di3 632
- Rc4 1139 „Elektra“[11]
- Z24
- Z65 545
- TMY 9505[12]

Im September 2021 wurde mit einiger Verspätung der erste LINT-Triebwagen in Rostock verschifft.
Bestand Mitte 2022
Mit dem geplanten Verkauf der Güterverkehrssparte würden der Inlandsbanan AB die Personentriebwagen der Baureihen Y1 und Y41 (LINT) verbleiben. Nach Angaben der Bahngesellschaft sind nur noch vier Y1 betriebsfähig. Weiterhin sollen drei der fünf LINT-Züge an die Region Värmland für fünf Jahre verleast werden.

## Produkte
Die Aktiengesellschaft betreibt in den Sommermonaten Touristenverkehr, in den restlichen Monaten gab es nur spärlichen Personenverkehr („Helgtrafik“) in Zusammenarbeit mit Länstrafiken i Jämtlands län. Seit dem Fahrplanwechsel 2012/13 wurde in den Wintermonaten eine tägliche Verbindung zwischen Mora und Östersund angeboten. 2014 wurde dieser Verkehr bis zum Inkrafttreten des Sommerfahrplans ausgedehnt. 2015 wieder nur in den Wintermonaten, 2016 wieder bis zum Sommerfahrplan. Zusätzlich verkehrt in den Wintermonaten einmal in der Woche ein Schnellzug Malmö – Stockholm – Uppsala – Östersund – Svenstavik – Röjan und zurück.
2017 gab es weitere zusätzliche Verbindungen zwischen Mora und Orsa sowie zwischen Östersund und Åsarna.
Vom 19. Dezember 2021 bis 24. April 2022 verkehrt der Snötåget mit einem Triebwagen IBAB Y1 täglich von Östersund nach Mora.

## Künftige Entwicklung
Im Februar 2009 beschloss die Inlandsbanan AB einen Entwicklungsplan. Dieser sah verschiedene Ausbauten der Strecke vor. Als erstes konnte 2012 der Ausbau der Bahnstrecke Arvidsjaur–Jokkmokk von 16 t auf 20 t Achslast abgeschlossen werden – damit ist nun auch der Einsatz der neu erworbenen Lokomotiven-Baureihe TMZ über die gesamte Strecke möglich. Der Abschnitt Sveg–Brunflo soll für eine Achslast von 22,5 t ausgebaut werden. In einem weiteren Schritt soll zwischen Östersund und Storuman die Streckenhöchstgeschwindigkeit auf 100 km/h erhöht werden.
Vorgesehen ist es, weitere Strecken zu übernehmen:
- die Bollnäsbanan (Bollnäs–Furudal) – derzeit ohne Verkehr
- die Jörnbanan (Jörn–Arvidsjaur) – stillgelegt
- die Bahnstrecke Mora–Persberg(–Filipstad) des südlichen Abschnittes der Inlandsbahn – weitgehend stillgelegt

Mit dem Kauf der neuen Triebwagen Lint 41 (2019, Zulassung 2020) haben sich Inlandsbanan AB ehrgeizige neue Ziele gestellt:
- planmäßiger Regionalverkehr zwischen Mora und Orsa
- planmäßiger Regionalverkehr zwischen Storuman und Lycksele (–Umeå)
- Ersatz des Busverkehrs entlang der Europastraße 45.[16]